# Cuba Gooding
Cuba Gooding (Nova York, 27 de abril de 1944 — Los Angeles, 20 de abril de 2017) foi um cantor e compositor norte-americano de música soul, vocalista da banda de soul/R&B The Main Ingredient.
Ficou famoso nos anos de 1970 e 1980 com títulos como "Everybody Plays the Fool" (1972), "Just Don't Want to Be Lonely" (1974) e "Happiness Is Just Around the Bend" (1983).
Na sua carreira solo afiliou-se a gravadora Motown Records.

## Biografia
Gooding nasceu em Nova York, filho de Duda MacDonald Gooding e Addie Alston. Sua família teve origem em Barbados, mas migraram para Cuba em 1936, onde se conheceram e casaram-se. Sua mãe foi assassinada devido seu apoio ao líder pan-africanista Marcus Garvey. Seu pai morreu quando ele tinha apenas onze anos de idade.
Gooding e sua ex-esposa, a cantora Shirley Gooding, são os pais dos atores Cuba Gooding, Jr., Omar Gooding, Abril Gooding e o músico Tommy Gooding.
No filme Radio (2003) estrelado por Gooding, Jr., há uma cena em que é tocada uma música do Main Ingredient. 
Gooding lançou o single "Politics", em setembro de 2007. Também produziu um documentário chamado Everybody Plays the Fool: The Cuba Gooding Story. O filme destaca três gerações da família Gooding: Dudley "Cuba" Gooding, Cuba Gooding, Sr., e Cuba Gooding, Jr.

## Morte
Em 20 de abril de 2017, Gooding foi encontrado desacordado dentro de seu automóvel, em Woodland Hills, Los Angeles. Paramédicos tentaram reanimá-lo, mas ele morreu. A causa da morte ainda é desconhecida, mas há suspeita de overdose. 

## Discografia

### Álbuns
- Euphrates River (2005)
- Begin With The Family (2004)
- Meant To Be in Love (1993)
- I Just Wanna Love You (1989)
- I Only Have Eyes for You (1981)
- Ready for Love (1980)
- Love Dancer (1979)
- The First Cuba Gooding Album (1978)
- Music Maximus (1977)
- Shame on The World (1975)
- Rolling Down a Mountainside (1975)
- Euphrates River (1974)
- Afrodisiac* 1972  - Bittersweet (1973)
- Tasteful Soul (1971)
- Black Seeds (1971)
- The Main Ingredient L.T.D. (1970)

### Coletâneas
- Eerybody Plays The Fool: The Best of The Main Ingredient (2005)
- Greatest Hits (2004)
- Greatest Hits: The Encore Colection (2000)
- A Quiet Storm (1996)

### Canções famosas
- Happiness Is Just Around the Bend (1983)
- Just Don't Want to Be Lonely (1974)
- Everybody Plays the Fool (1972)